# 골든걸스
《골든걸스》는 2023년 10월 27일부터 2024년 1월 26일까지 방영된 KBS 2TV에서 음악 예능 프로그램이다.

## 기획 의도
- 국내 최정상 보컬리스트 4인이 K팝 최정상 프로듀서 박진영의 프로듀싱과 함께 그룹으로 컴백하는 여정을 그리는 프로그램

## 출연진
프로듀서
- 박진영

그룹
- 인순이
- 박미경
- 신효범
- 이은미

안무가
- 모니카

## 방송 출연 및 콘서트
- 코엑스 게릴라 콘서트 진행[1]
- KBS1 뉴스 12 뉴스in뉴스 출연[2]

## 게스트
- 소유 (3회)
- 티파니 영 (3회)

## 시청률

### 2023년
최저 시청률과 최고 시청률은 시청률 조사회사와 지역별로 시청률에 차이가 있을 수 있습니다.
| 회차 | 방송일    | AGB 시청률     | AGB 시청률       |
| 회차 | 방송일    | 대한민국(전국) | 대한민국(수도권) |
| ---- | --------- | -------------- | ---------------- |
| 1    | 10월 27일 | 4.0%           | 4.4%             |
| 2    | 11월 3일  | 5.0%           | 5.4%             |
| 3    | 11월 17일 | 3.0%           | 3.3%             |
| 4    | 11월 24일 | 3.0%           | 3.5%             |
| 5    | 12월 1일  | 3.3%           | 3.6%             |
| 6    | 12월 8일  | 4.0%           | 4.4%             |
| 7    | 12월 22일 | 3.4%           | 3.4%             |
| 8    | 12월 29일 | 3.5%           | 3.6%             |

### 2024년
최저 시청률과 최고 시청률은 시청률 조사회사와 지역별로 시청률에 차이가 있을 수 있습니다.
| 회차 | 방송일   | AGB 시청률     | AGB 시청률       |
| 회차 | 방송일   | 대한민국(전국) | 대한민국(수도권) |
| ---- | -------- | -------------- | ---------------- |
| 9    | 1월 5일  | 3.7%           | 3.8%             |
| 10   | 1월 12일 | 3.1%           | 3.5%             |
| 11   | 1월 19일 | 3.4%           | 3.2%             |
| 12   | 1월 26일 | 2.7%           | %                |

## 결방 및 편성 변경 사유
- 2023년 11월 10일 : 2023년 한국시리즈 3차전 중계방송으로 스페셜 방송으로 대체. 밤 12시 10분부터 1시 20분까지 방송.
- 2023년 11월 24일 : 청룡영화상 시상식 중계로 밤 11시 10분 방영
- 2023년 12월 15일 : KBS 가요대축제 중계로 결방